# Часы капитана Энрико
«Часы капитана Энрико» (латыш. Kapteiņa Enriko pulkstenis) — приключенческая комедия. Рижская киностудия, 1967 год. Первый фильм режиссёра Яниса Стрейча, снятый совместно с Эриком Лацисом.
Сценарий написан популярной детской писательницей Дзидрой Ринкуле-Земзаре по её рассказу «Часы капитана», который уже был до этого использован в радиопостановке.

## Сюжет
На парковой дорожке недалеко от морского порта школьник Томиньш нашёл золотые часы, на крышке была надпись по-испански. Знакомый фарцовщик Джек предлагает продать часы и на вырученные деньги купить киноаппарат. Но Том с ребятами идёт в порт, где они рассказывают о находке команде кубинского судна.
Джек и его приятель Фридис хотели просто украсть часы, но, после неудачной попытки, пошли на обман Томиньша — загримированный Фридис пришёл к тому домой и забрал часы, выдав себя за их владельца.
На следующий день в школу пришёл оказавшийся соотечественником капитан дальнего плавания, рижанин Энри Ванагс и рассказал, что часы — подарок его кубинского друга, революционера Педро. На испанский манер, он называл Энри капитаном Энрико. Поняв, что его обманули, Томиньш поклялся вернуть часы владельцу. Со своей школьной подругой Югитой они обошли скупки золота, и в одной из них приёмщица навела ребят на след мошенников.
Те, пытаясь избавиться от надписи, обратились в гравёрную мастерскую и навлекли на себя подозрение. Отчаявшись, Фридис пытается продать часы с рук, выдавая их за подарок друга. Визитка потенциального покупателя оказалась у ребят, но ворам удалось избежать устроенной засады.
После случайной встречи Том понял, что Джек и Фридис — компаньоны, обманувшие его. Изловчившись, он утащил их свёрток с заграничными вещами и пригрозил, что отнесёт «бельишко» в милицию. Погнавшихся за ним аферистов мальчишка заманил на территорию портовых складов, где в лучших традициях приключенческого фильма Томиньшу удается проделать несколько трюков. Например, пробег по доске с одного контейнера на другой на достаточно большой высоте. Но особенно запоминающимися были два момента: истерический хохот Джека, которому, застрявшему в узком люке, Томиньш щекотал ступню, и дикие прыжки по контейнерам Фридиса, в зад которому Томиньш выстрелил из трубки подожжённой жевательной резинкой. Погоня окончилась в сарае, где аферистов поджидали Югита с одноклассниками. Навалившись гурьбой, школьники скрутили неудавшихся похитителей. Часы вернулись к капитану.

## Создание

Кафе Часы капитана Энрико
(Kapteiņa Enriko pulkstenis)
Рига, улица Антонияс, д. 13

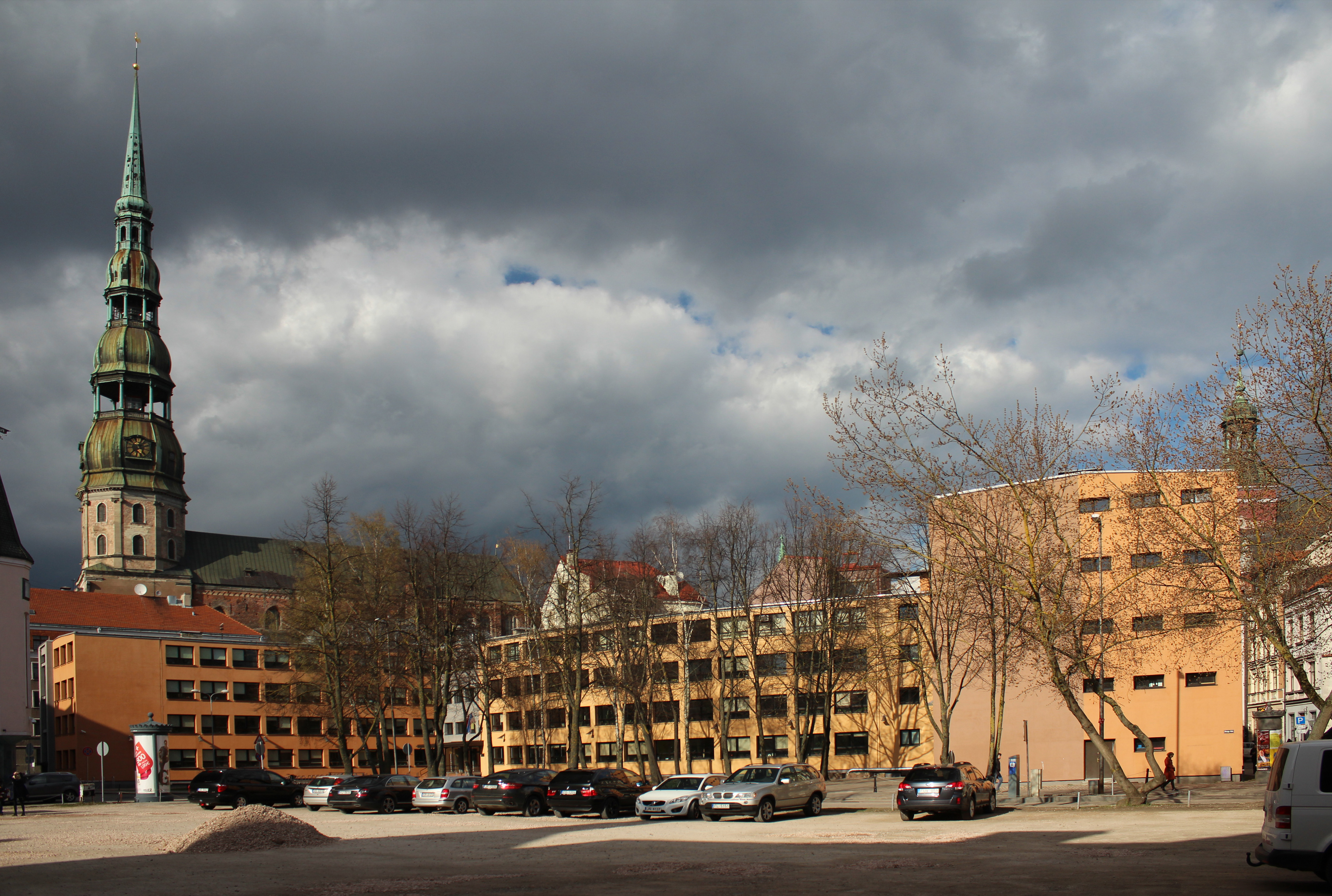
Рижская 3-я средняя школа

Фильм стал дебютом Яниса Стрейча и Эрика Лациса, выпускников режиссёрского факультета Латвийской консерватории. По воспоминаниям актёра Леона Криванса, на съёмочной площадке царила добрая атмосфера и желание сделать хорошее кино.
Исполнитель главной роли Айварс Галвиньш был на несколько лет старше своих «одноклассников», в сцене выкуривания сигары он был очень убедителен. Коллеги шутили над ним, говоря, что он не растёт, потому что курит.
Комический дуэт Эгонс Майсакс — Леон Криванс был настолько удачен, что режиссёр Эрик Лацис включил его позже в свой фильм «Подарок одинокой женщине».
Съёмки проходили в рижском порту, в центре города, на Тейке и в Межапарке. В недавно открытой (1966) средней школе № 3 (ул. Грециниеку, 10) снимали сцены школьной жизни с одноклассниками Тома. В одну из городских панорам попало здание церкви св. Петра, ещё без восстановленной башни. Некоторые сцены были сняты в городе Вентспилсе.
В 2006 году по заглавию фильма «Kapteiņa Enriko pulkstenis» одним из поклонников было названо новое рижское кафе на улице Антонияс (д. 13).

## В ролях
- Айвар Галвиньш — Томс (Томиньш)
- Агния Инфатьева — Югита
- Гунар Цилинский — капитан Энри Ванагс (Энрико)
- Леонс Криванс — Фридис
- Эгонс Майсакс — Джек
- Улдис Пуцитис — профессор
- Велта Скурстене — учительница
- Эвалдс Валтерс — библиотекарь
- Гирт Яковлев — юноша, понимающий по-испански
- Олга Дреге — приёмщица в скупке
- Эгонс Бесерис — гравёр
- Харий Авенс — рыболов
- Юрис Стренга — учитель физкультуры
- Эмилия Берзиня — концертмейстер в школе
- Астрида Гулбе — мама Югиты

## Съёмочная группа
- режиссёры — Янис Стрейч, Эрик Лацис
- сценарий — Дзидра Ринкуле-Земзаре
- оператор — Зигурдс Витолс
- художник — Лаймдонис Грасманис
- композитор — Рингольд Оре
- звукорежиссёр — Глеб Коротеев